# Enhydris longicauda
Enhydris longicauda är en ormart som beskrevs av Bourret 1934. Enhydris longicauda ingår i släktet Enhydris och familjen snokar.
Artens utbredningsområde är Kambodja. Arten förekommer i sjön Tonlé Sap och i den angränsande regionen. Det är inte känt om Enhydris longicauda lämnar vattnet för att nå andra områden. Kanske håller den sommardvala (estivation) i den slammiga grunden. Födan utgörs av fiskar. Honor lägger inga ägg utan föder levande ungar.
Inga underarter finns listade i Catalogue of Life.
Många exemplar fångas som mat för människor eller som föda för krokodiler. Av alla ormar som fångades i sjön mellan 2004 och 2005 utgjorde arten ungefär 10 procent. IUCN kategoriserar arten globalt som sårbar.